# Miguel Oliveira
Miguel Ângelo Falcão de Oliveira (Almada, 4 de enero de 1995) es un piloto de motociclismo portugués que participa en la categoría de MotoGP con el Prima Pramac Racing.
Ha ganado experiencia en Moto3, habiendo competido por Estrella Galicia 0,0 en 2012 y el Mahindra Racing team en 2013 y 2014. En septiembre de 2014 firmó con Red Bull KTM Ajo de Moto2, con el que fue subcampeón del mundo en 2015.

## Biografía

### Campeonato del mundo de 125cc

#### 2011
2011 era la primera temporada de Oliveira en los grandes premios, en el campeonato de 125cc con el equipo Andalucía-Cajasol. La moto era una Aprilia. Su mejor resultado era un séptimo lugar en la carrera de casa en Estoril, habiendo terminado 10.º en su debut en Catar. Consiguió seis finales entre los diez mejores en su primera temporada, pero no compitió en las carreras finales después de que el equipo no pudo asegurar el apoyo financiero para terminar la temporada.

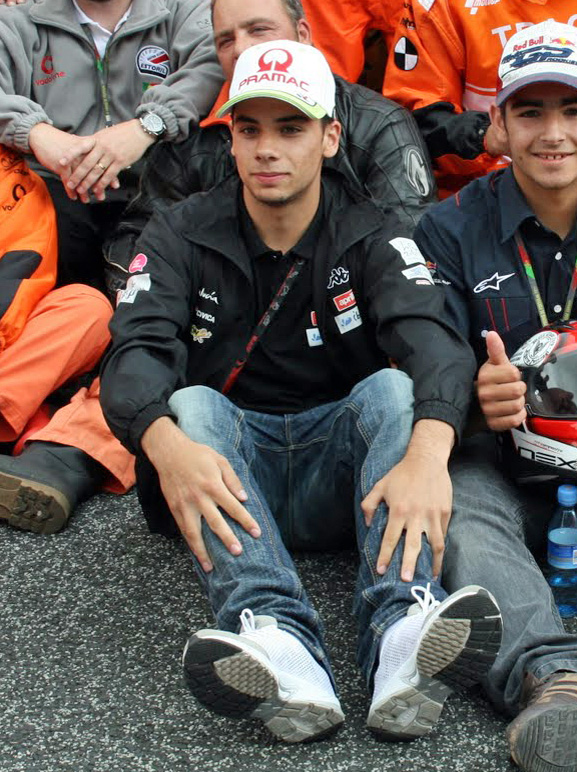
Oliveira en 2011

### Campeonato del Mundo de Moto3
En 2012 corrió en la nueva clase Moto3, contratado por el equipo Estrella Galicia 0,0, que le confió una Suter MMX3; como compañero de equipo de Álex Rins. Obtuvo un segundo lugar en Australia y un tercer lugar en Cataluña y término en octavo lugar en la temporada con 114 puntos.
En 2013 paso al Mahindra Racing; como compañero de Efrén Vázquez. Oliveira consiguió el tercer puesto en Malasia y una pole position en los Países Bajos y término la temporada en sexto lugar con 150 puntos.
En 2014 continuó en Moto3 con el equipo Mahindra Racing. Obtuvo el tercer lugar en los Países Bajos y término la temporada en 10.º lugar con 110 puntos.
En 2015 se marcha después de dos años, del equipo Mahindra Racing para pasar al equipo Red Bull KTM Ajo. Él consiguió su primera victoria en Italia en Mugello, la primera vez que un portugués logró obtener una victoria en el Campeonato del Mundo, logró otra victoria en Assen, tres segundos puestos (España, San Marino y Japón) y una pole posición en la Argentina. Ganó en Aragón, Australia, Malasia y Valencia. Esta temporada se vio obligado a perderse el Gran Premio de Alemania debido a la fractura del cuarto metacarpiano de la mano izquierda en un accidente ocurrido en los entrenamientos libres del GP. Término la temporada en segundo lugar con 254 puntos, solo seis puntos por detrás del campeón del mundo Danny Kent.

### Campeonato del Mundo de Moto2
El 13 de septiembre de 2015, se anunció que Oliveira iría a Moto2 en la temporada 2016, con el Leopard Racing. Fue acompañado en el equipo por su rival en el campeonato del mundo de Moto3 Danny Kent.
En 2016 su mejor resultado fue el octavo lugar en Cataluña. Terminó la temporada en 21.º lugar con 36 puntos. Esta temporada se vio obligado a perderse el Gran Premio de Aragón, Japón, Australia y Malasia debido a una lesión en la clavícula derecha ocurrida en los entrenamientos libres del GP de Aragón. Su lugar en el equipo, empezando por el Gran Premio de Australia, fue ocupado por el italiano Alessandro Nocco.

### Campeonato del Mundo de MotoGP
Oliveira se unió al equipo francés Tech 3 cuando estos pasaron a ser equipo satélite de KTM en 2019. Terminó en los puntos en 9 de las 16 carreras que disputó, siendo el octavo puesto en Austria, el mejor resultado de la temporada, en ese gran premio además fue la mejor KTM clasificada. Sufrió una lesión en el hombro en un accidente con su compañero de marca Johann Zarco en el Gran Premio de Gran Bretaña que se agravó aún más tras una caída ocurrida en los entrenamientos libres del Gran Premio de Australia. Oliveira no disputó el gran premio, terminando su temporada ahí mismo ya que tomó la decisión de someterse a una cirugía en el hombro. Terminó su primera temporada en la clase reina en la 17.a posición con 33 puntos, muy por delante de su compañero de equipo en el Tech 3, Hafizh Syahrin.
Después del prematuro divorcio de Zarco y el Red Bull KTM Factory Racing, Oliveira sonó como un posible reemplazante, pero KTM decidió respetar el acuerdo que tenía con el Tech 3 y mantener a Oliveira en el equipo una temporada más como estaba planeado. El asiento de fábrica finalmente fue para Brad Binder, excompañero de equipo de Oliveira en el Ajo Motorsport y compañero de equipo originalmente planeado en el Tech 3 para 2020. La temporada 2020 de Oliveira tuvo un comienzo difícil, después de dos abandonos provocados por choques con los pilotos oficiales KTM en dos de las primeras cuatro carreras, en Andalucía, fue golpeado por Binder en la primera curva de la primera vuelta, dejando a Oliveira fuera de carrera y en Austria, fue golpeado por Pol Espargaró cuando ambos se abrieron en la curva 4. En la segunda carrera celebrada en el Red Bull Ring, el Gran Premio de Estiria, Oliveira marchaba en la séptima posición hasta que la carrera fue detenida con bandera roja por un accidente de Maverick Viñales. Para el reinició de la carrera a diez vueltas, Oliveira largo desde la séptima posición y fue remontando hasta llegar a la última vuelta en tercera posición y aprovecho la lucha de Pol Espargaró y Jack Miller para acercarceles y adelantarles en la última curva del circuito, aprovechando que ambos se habían ido largo luchando entre ellos. Esta victoria fue la primera victoria del Tech 3 en MotoGP y la primera victoria de un piloto portugués en la máxima categoría.

## Resultados

### Campeonato del Mundo de Motociclismo
Sistema de puntuación de 1993 hasta 2022:
| Posición | 1.º | 2.º | 3.º | 4.º | 5.º | 6.º | 7.º | 8.º | 9.º | 10.º | 11.º | 12.º | 13.º | 14.º | 15.º |
| Puntos   | 25  | 20  | 16  | 13  | 11  | 10  | 9   | 8   | 7   | 6    | 5    | 4    | 3    | 2    | 1    |

Sistema de puntuación desde 2023 en adelante:
| Posición       | 1.º | 2.º | 3.º | 4.º | 5.º | 6.º | 7.º | 8.º | 9.º | 10.º | 11.º | 12.º | 13.º | 14.º | 15.º |
| Puntos         | 25  | 20  | 16  | 13  | 11  | 10  | 9   | 8   | 7   | 6    | 5    | 4    | 3    | 2    | 1    |
| Carrera sprint | 12  | 9   | 7   | 6   | 5   | 4   | 3   | 2   | 1   |      |      |      |      |      |      |

#### Por categoría
| Cat.   | Temporadas    | 1.er Gran Premio | 1.er Podio     | 1.ª Victoria   | Carreras | Victorias | Podios | Poles | V.Ráp. | Pts. | CM |
| ------ | ------------- | ---------------- | -------------- | -------------- | -------- | --------- | ------ | ----- | ------ | ---- | -- |
| 125 cc | 2011          | Catar 2011       |                |                | 11       | 0         | 0      | 0     | 0      | 44   | 0  |
| Moto3  | 2012–2015     | Catar 2012       | Cataluña 2012  | Italia 2015    | 68       | 6         | 13     | 2     | 6      | 628  | 0  |
| Moto2  | 2016–2018     | Catar 2016       | Argentina 2017 | Australia 2017 | 50       | 6         | 21     | 2     | 4      | 574  | 0  |
| MotoGP | 2019          | Catar 2019       | Estiria 2020   | Estiria 2020   | 96       | 5         | 7      | 1     | 2      | 533  | 0  |
| Total  | 2011–Presente | 2011–Presente    | 2011–Presente  | 2011–Presente  | 225      | 17        | 41     | 5     | 12     | 1779 | 0  |

#### Por temporada
| Temp. | Cat.   | Moto        | Equipo                      | Carreras | Número | Victorias | Podios | Poles | V.Ráp. | Pts. | Pos  |
| ----- | ------ | ----------- | --------------------------- | -------- | ------ | --------- | ------ | ----- | ------ | ---- | ---- |
| 2011  | 125cc  | Aprilia     | Andalucía Banca Cívica      | 44       | 11     | 0         | 0      | 0     | 0      | 44   | 14.º |
| 2012  | Moto3  | Suter Honda | Estrella Galicia 0,0        | 44       | 17     | 0         | 2      | 0     | 0      | 114  | 8.º  |
| 2013  | Moto3  | Mahindra    | Mahindra Racing             | 44       | 17     | 0         | 1      | 1     | 3      | 150  | 6.º  |
| 2014  | Moto3  | Mahindra    | Mahindra Racing             | 44       | 17     | 0         | 1      | 0     | 0      | 110  | 10.º |
| 2015  | Moto3  | KTM         | Red Bull KTM Ajo            | 44       | 17     | 6         | 9      | 1     | 3      | 254  | 2.º  |
| 2016  | Moto2  | Kalex       | Leopard Racing              | 44       | 14     | 0         | 0      | 0     | 0      | 36   | 21.º |
| 2017  | Moto2  | KTM         | Red Bull KTM Ajo            | 44       | 18     | 3         | 9      | 2     | 3      | 241  | 3.º  |
| 2018  | Moto2  | KTM         | Red Bull KTM Ajo            | 44       | 18     | 3         | 12     | 0     | 1      | 297  | 2.º  |
| 2019  | MotoGP | KTM         | Red Bull KTM Tech 3         | 88       | 16     | 0         | 0      | 0     | 0      | 33   | 17.º |
| 2020  | MotoGP | KTM         | Red Bull KTM Tech 3         | 88       | 14     | 2         | 2      | 1     | 1      | 125  | 9.º  |
| 2021  | MotoGP | KTM         | Red Bull KTM Factory Racing | 88       | 18     | 1         | 3      | 0     | 1      | 94   | 14.º |
| 2022  | MotoGP | KTM         | Red Bull KTM Factory Racing | 88       | 20     | 2         | 2      | 0     | 0      | 149  | 10.º |
| 2023  | MotoGP | Aprilia     | CryptoDATA RNF MotoGP Team  | 88       | 16     | 0         | 0      | 0     | 0      | 76   | 16.º |
| 2024  | MotoGP | Aprilia     | Trackhouse Racing MotoGP    | 88       | 15     | 0         | 0      | 0     | 0      | 75   | 15.º |
| 2025  | MotoGP | Yamaha      | Prima Pramac Yamaha         | 88       |        |           |        |       |        | *    | *.°  |
| Total | Total  | Total       | Total                       | Total    | 225    | 17        | 41     | 5     | 12     | 1798 |      |

- * Temporada en curso.

#### Carreras por año
| Año  | Cat.   | Moto        | 1        | 2         | 3       | 4        | 5         | 6         | 7         | 8         | 9       | 10        | 11        | 12       | 13       | 14       | 15       | 16      | 17        | 18        | 19         | 20       | 21  | 22  | Pos  | Pts. |
| ---- | ------ | ----------- | -------- | --------- | ------- | -------- | --------- | --------- | --------- | --------- | ------- | --------- | --------- | -------- | -------- | -------- | -------- | ------- | --------- | --------- | ---------- | -------- | --- | --- | ---- | ---- |
| 2011 | 125cc  | Aprilia     | QAT 10   | SPA Ret   | POR 7   | FRA 9    | CAT Ret   | GBR       | NED       | ITA 8     | GER Ret | CZE 23    | IND 8     | RSM 10   | ARA Ret  | JPN      | AUS      | MAL     | VAL       |           |            |          |     |     | 14.º | 44   |
| 2012 | Moto3  | Suter Honda | QAT 5    | SPA Ret   | POR Ret | FRA Ret  | CAT 3     | GBR 10    | NED 10    | GER 19    | ITA Ret | IND 4     | CZE 9     | RSM 9    | ARA 8    | JPN 7    | MAL 5    | AUS 2   | VAL Ret   |           |            |          |     |     | 8.º  | 114  |
| 2013 | Moto3  | Mahindra    | QAT 7    | AME 5     | SPA 16  | FRA Ret  | ITA 4     | CAT 6     | NED 4     | GER 4     | IND 8   | CZE 9     | GBR 5     | RSM 7    | ARA 5    | MAL 3    | AUS 26   | JPN 4   | VAL 10    |           |            |          |     |     | 6.º  | 150  |
| 2014 | Moto3  | Mahindra    | QAT 4    | AME 15    | ARG DNS | SPA 14   | FRA 12    | ITA 4     | CAT 12    | NED 3     | GER Ret | IND 7     | CZE 7     | GBR 4    | RSM 22   | ARA 7    | JPN Ret  | AUS 7   | MAL Ret   | VAL 8     |            |          |     |     | 10.º | 110  |
| 2015 | Moto3  | KTM         | QAT 16   | AME Ret   | ARG 4   | SPA 2    | FRA 8     | ITA 1     | CAT 5     | NED 1     | GER DNS | IND 15    | CZE 8     | GBR 13   | RSM 2    | ARA 1    | JPN 2    | AUS 1   | MAL 1     | VAL 1     |            |          |     |     | 2.º  | 254  |
| 2016 | Moto2  | Kalex       | QAT 11   | ARG 21    | AME Ret | SPA Ret  | FRA 9     | ITA 13    | CAT 8     | NED 15    | GER Ret | AUT 14    | CZE 9     | GBR Ret  | RSM 17   | ARA DNS  | JPN DNS  | AUS     | MAL       | VAL 13    |            |          |     |     | 21.º | 36   |
| 2017 | Moto2  | KTM         | QAT 4    | ARG 2     | AME 6   | SPA 3    | FRA 17    | ITA 5     | CAT 3     | NED 5     | GER 2   | CZE 3     | AUT Ret   | GBR 8    | RSM Ret  | ARA 3    | JPN 7    | AUS 1   | MAL 1     | VAL 1     |            |          |     |     | 3.º  | 241  |
| 2018 | Moto2  | KTM         | QAT 5    | ARG 3     | AME 3   | SPA 2    | FRA 6     | ITA 1     | CAT 2     | NED 6     | GER 4   | CZE 1     | AUT 2     | GBR C    | RSM 2    | ARA 7    | THA 3    | JPN 3   | AUS 11    | MAL 2     | VAL 1      |          |     |     | 2.º  | 297  |
| 2019 | MotoGP | KTM         | QAT 17   | ARG 11    | AME 14  | SPA 18   | FRA 15    | ITA 16    | CAT 12    | NED 13    | GER 18  | CZE 13    | AUT 8     | GBR Ret  | RSM 16   | ARA 13   | THA 16   | JPN 12  | AUS DNS   | MAL       | VAL        |          |     |     | 17.º | 33   |
| 2020 | MotoGP | KTM         | QAT C    | SPA 8     | AND Ret | CZE 6    | AUT Ret   | EST 1     | RSM 11    | ERM 5     | CAT Ret | FRA 6     | ARA 16    | TER 6    | EUR 5    | VAL 6    | POR 1    |         |           |           |            |          |     |     | 9.º  | 125  |
| 2021 | MotoGP | KTM         | QAT 13   | DOH 15    | POR 16  | SPA 11   | FRA Ret   | ITA 2     | CAT 1     | GER 2     | NED 5   | EST Ret   | AUT Ret   | GBR 16   | ARA 14   | RSM 20   | AME 11   | ERM Ret | ALG Ret   | VAL 14    |            |          |     |     | 14.º | 94   |
| 2022 | MotoGP | KTM         | QAT Ret  | INA 1     | ARG 13  | AME 18   | POR 5     | SPA 12    | FRA Ret   | ITA 9     | CAT 9   | GER 9     | NED 9     | GBR 6    | AUT 12   | RSM 11   | ARA 11   | JPN 5   | THA 1     | AUS 12    | MAL 13     | VAL 5    |     |     | 10.º | 149  |
| 2023 | MotoGP | Aprilia     | POR Ret7 | ARG INJ   | AME 58  | SPA Ret5 | FRA DNS   | ITA Ret12 | GER 1016  | NED Ret19 | GBR 410 | AUT Ret   | CAT 56    | RSM 612  | IND 12   | JPN 1814 | INA 1210 | AUS 13C | THA Ret17 | MAL Ret18 | QAT INJRet | VAL INJ  |     |     | 16.º | 76   |
| 2024 | MotoGP | Aprilia     | QAT 1513 | POR 912   | AME 11  | SPA 8    | FRA Ret11 | CAT 10Ret | ITA 14Ret | NED 1512  | GER 62  | GBR Ret10 | AUT 1213  | ARA Ret5 | RSM 1115 | ERM 1011 | INA INJ  | JPN INJ | AUS INJ   | THA INJ   | MAL INJ    | SLD 1218 |     |     | 15.º | 75   |
| 2025 | MotoGP | Yamaha      | THA 1416 | ARG WDRet | AME INJ | QAT INJ  | SPA INJ   | FRA Ret20 | GBR 16    | ARA 15    | ITA 13  | NED Ret12 | GER Ret11 | CZE 1713 | AUT 1718 | HUN      | CAT      | RSM     | JPN       | INA       | AUS        | MAL      | POR | VAL | 25.º | 6    |

| Color     | Resultado                                                               |
| --------- | ----------------------------------------------------------------------- |
| Oro       | Ganador                                                                 |
| Plata     | 2.ª plaza                                                               |
| Bronce    | 3.ª plaza                                                               |
| Verde     | Finalizó en los puntos                                                  |
| Azul      | Finalizó sin puntos                                                     |
| Azul      | NC - No clasificado                                                     |
| Violeta   | Ret - No terminó (Carrera)                                              |
| Rojo      | DNQ - No se clasificó                                                   |
| Negro     | DSQ - Descalificado                                                     |
| Blanco    | DNS - No empezó (carrera)                                               |
| Blanco    | WD - Retirado (fin de semana)                                           |
| Blanco    | C - Carrera cancelada                                                   |
| Sin color | DNP - Inscrito pero no participó                                        |
| Sin color | INJ - Lesionado                                                         |
| Sin color | EX - Excluido                                                           |
| Estado    | Resultado                                                               |
| Negrita   | Pole position                                                           |
| Cursiva   | Vuelta rápida                                                           |
| x         | Posición en carrera sprint                                              |
| †         | Abandona, pero clasifica al completar el porcentaje requerido para ello |